# Dokonalá konkurence

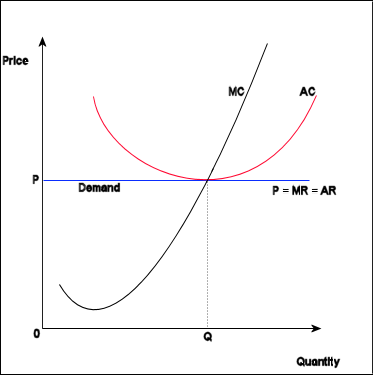
graf vztahu ceny a množství zboží

Dokonalá konkurence je teoretický model trhu, ve kterém platí následující předpoklady:
- Existuje velký počet kupujících a prodávajících, z nichž žádný nemůže ovlivnit cenu nebo velikost výstupu odvětví.
- Produkce odvětví je homogenní.
- Neexistují bariéry vstupu do odvětví a výstupu z něj.
- Neexistují patenty, ochranné a obchodní známky, individuální podmínky nebo práva, která by zvýhodňovala jeden prodávající subjekt v prodeji daného typu nebo skupiny zboží před ostatními.
- Všichni prodávající a kupující mají dokonalé informace o cenách a množstvích zboží směňovaných na trhu.
- Firmy maximalizují zisk, spotřebitelé maximalizují užitek.

Tyto předpoklady jsou tak silné, že tento model v realitě neexistuje. Slouží však pro základní pochopení fungování trhu a odvíjejí se z něj další tržní modely.

## Další vlastnosti
Firma v podmínkách dokonalé konkurence rozhoduje pouze o velikosti výstupu, výše ceny produkovaného statku jí je dána exogenně (je v pozici tzv. price takera – toho, který musí jeho cenu přijmout — viz také Pull production).
Dokonalá konkurence v praxi neexistuje, jako příklad, který se mu pravděpodobně nejvíce blíží, je obchodování s hojně prodávaným a velmi srovnatelným a standardizovaným zbožím, např. s počítačovými komponenty, kdy „dokonalé“ informace o cenách suplují mimo jiné servery srovnávající ceny.
V dokonalé konkurenci jsou jednotlivé subjekty na straně nabídky (ať už výrobci nebo distributoři) prakticky zaměnitelní, tedy je pro ně téměř jedno, od kterého z nich si zákazník daný produkt koupí (může se rozhodovat i podle kritérií, které s kvalitami výrobku nesouvisejí). Z toho důvodu je objem nabídky určen pouze objemem poptávky a pokud dojde k saturaci daného zboží, na nabízející subjekty v převisu nabídky, kteří prodali nejméně, dopadne zákon alokace trhu.

## Kritika[zdroj?]
Model dokonalé konkurence je v mnohém zavádějící. V okamžiku, kdy podnikatel přijde na trh s novým produktem, po jistý čas realizuje „monopolní“ zisky, protože nikdo z jeho konkurentů nemá nic srovnatelného. Právě tyto zisky jsou ale důvodem, proč je vysoce lukrativní jeho příklad následovat. Pokud tento hráč na trhu nepřijde záhy s dalším vylepšením svého produktu, konkurence jej dohání a jeho monopolní zisk mizí, až se opět ustálí v „rovnovážném stavu“ dokonalé konkurence.
Tento příklad ukazuje, že odvětví, ve kterém by trvale panovala dokonalá konkurence, by se stalo dokonale neměnným, nikdy by v něm nedošlo k žádnému zlepšení. Naopak monopol (nebo spíše exkluzivita či konkurenční výhoda jednoho hráče na trhu nad ostatními) je tím, co pobízí ostatní hráče, aby jej dohnali, nabídli srovnatelné nebo lepší zboží nebo služby, a tím posunuli nabídku a zlepšili celkový užitnou hodnotu pro zákazníky, kteří ze stavu tohoto prostředí v důsledku nejvíce těží.
Existuje několik prostředků, jak se podnikatelský subjekt může bránit dokonalé konkurenci – kromě zmíněných patentů je to například uzavíráním individuálních smluv přímo s dodavateli na exkluzivní prodej (exkluzivní odběr, zpracování, logistiku, reselling, atp.) a to globální nebo omezený určitým regionem. Nepřímo mohou výrobci např. různého spotřebního zboží proti dokonalé konkurenci „bojovat“ výrobou vlastních doplňků a příslušenství, pasujících pouze do jejich produktů; snahy zvyšovat povědomí o vlastní značce, pečovat o své zákazníky, atp. ale tyto činnosti již souvisejí více s marketingovými strategiemi té které firmy.